# Oscar Traynor

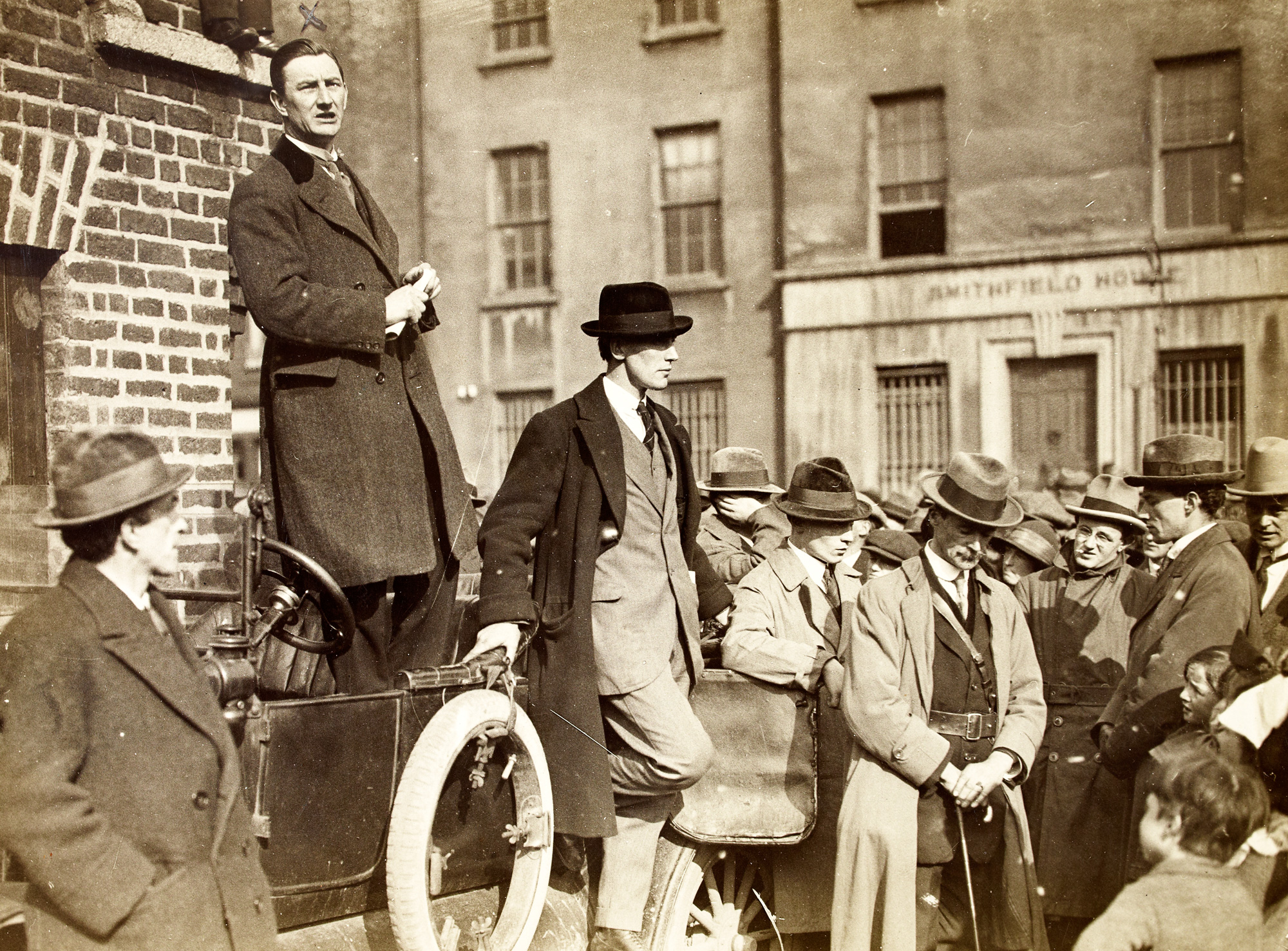
Oscar Traynor 1922 in Dublin

Oscar Traynor (irisch Oscar Mac Thréinfhir, * 21. März 1886 in Dublin; † 15. Dezember 1963 ebenda) war ein irischer Politiker.
Er wurde Mitglied der Irish Volunteers und nahm 1916 am Osteraufstand in Dublin teil. Nach dessen Zerschlagung wurde er von der britischen Regierung in Wales, Großbritannien, interniert. Im Irischen Unabhängigkeitskrieg von 1919 bis 1921 war Oscar Traynor Kommandant der Dublin Brigade der Irisch-republikanischen Armee (IRA).
1925 wurde er für die Sinn Féin in den Dáil Éireann, das Unterhaus des irischen Parlaments, gewählt, nahm sein dortiges Mandat gemäß der Politik seiner Partei jedoch nicht wahr. Dies änderte sich erst 1932, als Traynor für die Fianna Fáil in den Dáil Éireann gewählt wurde. Von 1936 bis 1939 war er Minister for Posts and Telegraphs; er diente in späteren Regierungen zwischen 1939 und 1948 sowie von 1951 bis 1954 als Verteidigungsminister. 1948 wurde er Präsident der Football Association of Ireland. Von 1957 bis 1961 war er Justizminister.